# ロバート
ロバート（英語: Robert、英語発音: [ˈrɑbɚt]英語発音: [ˈrɔbət]）は、英語の男性名。愛称はロビン、ロブ、ロビー、ボブ、ボビーなどとなる。異形にルパート（Rupert, Ruppert）がある。
ドイツ語ロベルトあるいはローベルト、チェコ語ロベルト、フランス語ロベール、イタリア語・スペイン語ロベルト（Roberto）、ポルトガル語ホベルト（Roberto）、ハンガリー語ローベルト(Róbert)に相当する。

## 語源
Robertの直接の古形は古高ドイツ語のHruodpherht、Hrodperhtであると考えられている。
一般に前半のHruod-は「名声」を意味するとされている。これはインド・ヨーロッパ祖語の*gar（告げる、叫ぶ、吠える）に遡ることができ、古代インド・アーリア語ではkārúh（詩人、吟遊詩人）、ギリシア語ではkērux（布告する者、先触れ、使者）といった語のもとになった。ゲルマン祖語では*hrōとなり、さらに古高ドイツ語のHruodとなった。この語はオーディン信仰と深く係る語だったと考えられている。オーディンはルーン文字を会得することで全知能力を得たとされているが、古代の詩人は、文字を操り、神の言葉を預かり、先祖の歴史を語り、王を佑ける存在だった。
Hruod-はのちにRo-に転訛するが、これはロジャー(Roger)、ローランド(Roland)、ロードリック(Roderick)のRo-も源流は同じだと考えられている。
後半の-perhtは「輝く」と解釈されている。この語は古英語のbeorhtになり、brehtやbrichtを経て近代英語のbrightに転訛した。この語は、光で闇を照らし、将来を予見したり進むべき道を前知する、といった性質をもっている。
Hruodpherhtという古い名前は、直接グレートブリテン島に伝わり、アングロ・サクソン人のあいだではHreodbeorhtという名前になった。しかし、現代のイギリスで普遍的な「ロバート」はここから派生したものではなく、後述するようにノルマン人の名前を経由して広まったものである。

## 伝播
ロバート（ロベール）は、もともとはフランク人のあいだでポピュラーな名前だった。これには彼らのオーディン信仰が関わっているとされている。8世紀にはロベール家が西フランク王国で大勢力を築き、10世紀には王朝を開くに至っている。
しかし、「Robert」をヨーロッパ広域へ広めた直接の祖は10世紀にノルマン国を築いたロロとノルマン人とされている。ロロはノルマン人を率い、スカンディナヴィアから出てフランスへ侵入し、西フランク王国から北西部の海岸地帯（後にノルマンディー地方と呼ばれるようになる）を奪い取って国を築いた。このとき、王権を認められるにあたってキリスト教に改宗し、名をRobert（ロベール）に改めた。彼の子孫でノルマンディー家の後継者たちもしばしば「Robert（ロベール）」を名乗った。この故事により、ノルマン系ヨーロッパ人にとって「Robert」は祖先の英雄を思わせる名前となった。その後、ノルマン人はイギリスや南イタリアを征服し、「Robert」はイギリスやイタリア南部でもポピュラーな名前になっていった。（イギリスに関してはノルマン・コンクエスト、南イタリアに関してはノルマン人による南イタリア征服を参照。）
ノルマン人はもともと何百年にもわたって北海沿岸を荒らしまわった略奪者で、武勇と狡猾さを兼ね備えていた。彼らはノルマン公国を足がかりにヨーロッパ西部や南部へ勢力を拡大したが、その頃ヨーロッパの東の端ではイスラム教徒の進出が脅威になっていた。十字軍の遠征が起こると、ノルマン人たちはこぞって遠征に参加し、戦闘で活躍し、英雄譚を残した。その結果、ノルマン系のRobert、William、Richard、Rogerといった名前がヨーロッパ中で人気になり、ノルマン人以外にも広まっていった。

### ノルマンディーの「ロベール」

イングランド国旗にもなっている聖ジョージ伝説は、ノルマンディー公ロベール2世が十字軍遠征で持ち帰ったものである。

ロロは建国の時に改宗してロベールに名を改めた。その後裔は代々ノルマンディー公を継いだが、ロロから数えて6代目が「悪魔公」ロベール1世である。ロベール1世は残忍な人物だったとされ、ヨーロッパ各地に伝わる悪魔ロバート伝説のモデルとされる場合もある。反面、熱心なキリスト教信者で、エルサレムへの旅に出て聖地巡礼を果たし、その帰路に客死した。
ロベール1世の子はドーバー海峡を越えてイギリスへ遠征してイングランドを征服し、「征服王」ウィリアム1世となった。以後、この子孫の嫡流はイングランド王国へ移り、父祖伝来の地であるノルマンディー地方はその属領のように扱われた。13世紀のはじめにはノルマンディー地方はフランス王家に奪われ、この地方に対するイングランド王の実権は失われたが、僅かに残された島嶼部（チャンネル諸島）を以って「ノルマンディー公」の称号は残された。
ロベール1世の孫にあたるノルマンディー公ロベール2世は、第1回十字軍に呼応するため領地のノルマンディーを担保に軍資金を確保し、遠征に参加した。ロベール2世はニカイア、ドリュラエウム、アンティオキアなどの戦勝に貢献し、エルサレム奪還を果たした。ロベール2世はこの遠征で聖ゲオルギオス伝説をヨーロッパへ持ち帰った人物とされており、イギリスの守護者「聖ジョージ」やイングランド国旗の聖ゲオルギウス十字はこれに由来する。

### フランドルの「ロベール」
フランス北部からオランダ南部に横たわるフランドル地方はフランドル伯の領地で、フランス王室やイングランド王室と縁戚関係を結んで王国としての独立性を保っていた。ノルマンディーからイングランドを征服した征服王ウィリアム1世はフランドル伯の姫を妻に迎えており、その長男が上述のノルマンディー公ロベール2世である。
第1回十字軍の頃のフランドル伯もロベール2世といい、ノルマンディー公ロベール2世とは従兄弟同士の関係になる。フランドル伯ロベール2世も第1回十字軍に参加し、エルサレム入城を果たしている。

### イタリアの「ロベルト」
ノルマンディー公ロベール1世がエルサレム巡礼を行ったように、10世紀にはノルマン人も聖地を目指すようになっていたと考えられている。その経路になったのがイタリア半島やシチリア島で、当時のイタリア半島は小国家に分裂していた。生来の勇猛さをかわれたノルマン人はこうした国々で傭兵として重宝されたが、やがてノルマン人は力をつけ、100年をかけてイタリア半島の南半分とシチリア島を征服していった。こうしてノルマン朝シチリア王国を築いたのがノルマンディー出身のロベール・ギスカールである。
ロベール・ギスカールの名をイタリア風に読むと「ロベルト・グイスカルド」となる。ロベルトはノルマン人らしい勇猛さと酷薄さを兼ね備えた人物で、トロイア戦争の英雄アキレウスに准えられることもあれば、キリストの誕生を阻止するために国中の幼児を皆殺しにしたヘロデ王の再来と例えられることもある。「ギスカール（グイスカルド）」は「狡猾な」という意味である。
しかし、イスラム教徒の進出に怯える当時のキリスト教世界では、ロベルト・グイスカルドは救国の英雄だった。ロベルト・グイスカルドは、世俗王権と対立した教皇を奉じて、イスラム教徒に支配されたシチリア島を奪還し、東ローマ勢を退け、グレゴリウス7世を救い出し、イタリアの南半分とシチリア島を平定した。その版図は次代に王位を認められシチリア王国となった。ノルマンディーの詩人は、ロベルトをトロイア戦争を勝利に導いたオデュッセウスやローマの哲人キケロを超える英雄と讃えた。
なお、ロベルト・グイスカルドの弟はルッジェーロ(Ruggero)といい、ロベルトからシチリアを与えられ、その子が初代シチリア王（ルッジェーロ2世）となった。「ルッジェーロ」をフランス風にすると「ロジェール」(Rogier)、英語風にすると「ロジャー」(Roger)となる。裸一貫からヨーロッパ世界の要地に大王国を築き上げたロベルト（ロバート）とルッジェーロ（ロジャー）の英雄譚はヨーロッパで憧れの名前となり、兄弟にあやかってその名をつけることが一般的になった。特にシチリア王家の「ロジャー」はヨーロッパでは名門の名前とみなされるようになった。

### スコットランドの「ロバート」
「悪魔公」ノルマンディー公ロベール1世の娘を娶り、征服王ウィリアム1世の義理の弟となったRognvald（ローンヴァルド）という騎士は、征服王ウィリアム1世に付き従ってイギリスへ渡った。その子孫は代々「ロバート・ドゥ・ブルース(Robert de Brus)」を名乗り、イングランドの北にあるアナンデイル(Annandale)を領地とした。
スコットランドは、ローマ帝国がイングランドを支配してブリタニアと呼んでいた時代にはカレドニアと呼ばれていたが、その頃もローマの征服を拒んでおり、6世紀頃のアルバ王国を経て独自の王朝を築いていた。これをスコットランド王国へと昇華させたとされているのが12世紀のデイヴィッド1世である。デイヴィッド1世はイングランドで教育を受け、ノルマン流の制度を採用してスコットランド王国の体制を強化した。デイヴィッド1世は、多くのノルマン人を要職に就けたが、その中に第5代アナンデイル卿ロバート・ドゥ・ブルース(Robert de Brus)もいた。第5代アナンデイル卿ロバート・ドゥ・ブルースは王女を娶り、王位継承権を得た。
13世紀の終わり頃、スコットランドの王位継承を巡って騒乱が起きた。王位継承権を有する第5代アナンデイル卿も王座を目指したが、権力の空白を狙ってイングランド王エドワード1世が軍を率いて介入し、傀儡の王をたててスコットランドを事実上の支配下に置いた。
第5代アナンデイル卿の孫にあたる第7代ロバート・ドゥ・ブルースはこれに憤り、イングランド王に対する叛乱を起こし、戦いの末にスコットランドの独立を勝ち取った。彼は「ロバート1世」として戴冠し、スコットランド王となった。スコットランドでは「ロバート」（ゲール語やスコットランド語では「Roibert」や「Raibeart」となる。）は独立の英雄であり、スコットランドポンドの肖像にもなっている。14世紀の終わりには、ロバート1世の孫が新たにステュアート朝を開き、ロバート2世となった。その子もロバート3世としてスコットランド王になった。その子孫で、ロバート1世から数えると10代目にあたるジェイムズ6世はイングランドとアイルランドの王位も獲得し、現在の連合王国を開闢した。こうして「ロバート」はスコットランドでもポピュラーな名前になった。父祖の名であるローンヴァルド(Rognvald)は「ロナルド(Ronald)」や「ルノー(Renault)」のもとになった名前でもある。

## バリエーション
Robertやその古形からは、「ロッブ(Rob)」「ホッブ(Hob)」「ボブ(Bob)」「ドッブ(Dob)」といった愛称形が派生した。「Bob」からはさらに「ボビー(Bobby)」という愛称形も生まれた。女性系としては「ロバータ(Roberta)」があり、この愛称形は「ボビー(Bobbie)」となる。「Rob」に愛称としての接尾辞「-in」が付与されたのが「ロビン(Robin)」である。「ロバート」が貴族趣味を感じさせるのに比べると、「ロビン」には庶民的な響きがあり、下層社会では「ロバート」よりも人気がある名前だった。「ロビン」は本来は男性名だったが、19世紀頃からは女性の名前として用いられるようになった。
このほか、「ロバート(Robert)」がドイツ風に音変化したものとして、「グルベルト(Grubert)」「グロベルト(Grobert)」「クルベルト(Krubert)」がある。

## ロバートの名を持つ人物記事

### イギリス
- ロバート1世 (スコットランド王)
- ロバート2世 (スコットランド王)
- ロバート3世 (スコットランド王)
- ロバート (初代グロスター伯)
- チェスターのロバート
- ロバート・L・フォワード
- ロバート・ウェイトン
- ロバート・ウォルポール
- ロバート・オウエン
- ロバート・ガスコイン＝セシル (第3代ソールズベリー侯)
- ロバート・クライブ
- ロバート・グリーン (サッカー選手) - サッカー選手 (GK)、イングランド代表
- ロバート・スウィート (園芸家)
- ロバート・スコット
- ロバート・スティル
- ロバート・ハリス
- ロバート・フック
- ロバート・ブレイク
- ロバート・ルイス・スティーヴンソン

### アイルランド
- ロバート・ボイル

### アメリカ
- ロバート・F・マークス - 海洋考古学者、歴史家
- ロバート・H・モリス - 暗号学者
- ロバート・J・シャッセル - 実業家
- ロバート・アルトマン - 映画監督
- ロバート・ゼメキス - 映画監督
- ロバート・ロドリゲス - 映画監督
- ロバート・ワイズ - 映画監督
- ロバート・グーレ - 歌手
- ロバート・ジョンソン - 歌手
- ロバート・パーマー - 歌手
- ロバート・プラント - 歌手
- ロバート・モリス - 芸術家
- ロバート・W・スミス - 作曲家
- ロバート・マクブライド - 作曲家
- ロバート・ラッセル・ベネット - 作曲家
- ロバート・キャパ - 写真家
- ロバート・A・ハインライン - 小説家
- ロバート・C・マーチン（英語版） - ソフトウェアエンジニア
- ロバート・T・モリス - 情報技術者
- ロバート・ケネディ - 政治家、元アメリカ合衆国司法長官、ジョン・F・ケネディの弟。
- ロバート・マクナマラ - 政治家、実業家、元アメリカ合衆国国防長官
- ロバート・ガルシア (政治家) - 政治家
- ロバート・ベア - 作家、元CIAケース・オフィサー
- ロバート・イングランド
- ロバート・ウェッバー
- ロバート・ヴォーン
- ロバート・カーライル
- ロバート・ガゼルマン（グセルマンとも） (1993 - ) - 野球選手 (投手)
- ロバート・シェクリイ（シェクリーとも） - 作家
- ロバート・ショー
- ロバート・スタック
- ロバート・ダウニー・ジュニア
- ロバート・ダヴィ
- ロバート・テイラー
- ロバート・デ・ニーロ
- ロバート・デュヴァル
- ロバート・ネッパー
- ロバート・パトリック
- ロバート・フィック (1974 - ) - 野球選手 (一塁手)、MLBオールスターゲーム選出
- ロバート・フォスター
- ロバート・ミッチャム
- ロバート・ユーリック
- ロバート・ライアン
- ロバート・レッドフォード
- ロバート・ワグナー
- ロバート・オッペンハイマー - 物理学者
- ロバート・ウィッシュネフスキー - 西武ライオンズ等に在籍した野球選手
- ロバート・オーリー - バスケットボール選手
- ロバート・グリーン・インガーソル
- ロバート・ジョン・ウォーカー
- ロバート・ジョン・バレンタイン - ボビー・バレンタイン。元千葉ロッテマリーンズ監督
- ロバート・スティーブンソン (野球) (1993 - ) - 野球選手 (投手)
- ロバート・ソロー
- ロバート・ピアリー
- ロバート・フルトン
- ロバート・ベネデット - アーチトップギターのルシアー
- ロバート・モリス
- ロバート・ローズ - 横浜ベイスターズ・千葉ロッテマリーンズに在籍した野球選手
- ロバート・フランケル - 調教師
- ロバート・ギャラリー - アメリカンフットボール選手
- ロバート・クイン - アメリカンフットボール選手
- ロバート・グリフィン3世 - アメリカンフットボール選手
- ロバート・ブルックス（英語版） - アメリカンフットボール選手
- ロバート・ドリスデール - ブラジリアン柔術家、総合格闘家
- ロバート・ワドロー - 人類史上最も身長の高い人物
- ロバート・エマーソン - 総合格闘家
- ロバート・エマーソン - 植物学者

### 諸国

#### ジンバブエ
- ロバート・ムガベ - 政治家、ジンバブエ第2代大統領

#### ポーランド
- ロバート・クビサ - F1ドライバー

#### オランダ
- ロバート・ドーンボス - レーシングドライバー

### 日本
- ロバート・ハリス
- ロバート・ボールドウィン - 記者、外国人タレント、翻訳家、コピーライター、俳優、ナレーター。
- カレン・ロバート - サッカー選手

## 架空の人物
- ロバート先生 - アニメ『The World of GOLDEN EGGS』に登場するキャラクター。
- ロバート・ジョーダン - 小説『誰がために鐘は鳴る』の主人公。
- ロバート・ガルシア - ゲーム『龍虎の拳』、『KOF』に登場するキャラクター。
- ロバート・E・O・スピードワゴン - 日本の漫画『ジョジョの奇妙な冒険』に登場するキャラクター。
- ロバート・ドレイク - アメコミの老舗、マーベル・コミックが出版する雑誌に登場するキャラクターであるアイスマンの本名。
- ロバート・ジョンソン - 日本の漫画『9番目のムサシ』に登場するキャラクター。
- ロバート・スタッドラー博士 - アイン・ランドの小説『肩をすくめるアトラス』の登場人物。
- ロバート・アキュトロン - 漫画『BLEACH』に登場するキャラクター。

## その他
- ロバート (お笑いトリオ) - 吉本興業に所属するお笑いトリオ。
- ロバート・リード - テレビ番組「ロバートホール」の管理者。